# Leonardas Zelčius
Leonardas Zelčius (* 1. Mai 1928 in Kaunas; † 11. Juli 2015 ebenda) war ein litauischer Theater- und Filmschauspieler.

## Leben
Nach dem Abitur am „Aušros“-Gymnasium lernte Zelčius von 1945 bis 1947 an der Staatlichen Dramoatheaterstudie Kaunas. Von 1948 bis 1952 studierte er am staatlichen Theaterkunstinstitut in Moskau (GITIS), seine Kursleiter waren V. und M. Orlovs und D. Konskij.
Ab 1952 arbeitete er beim Dramatheater Kaunas. Ab  1972 leitete er das Studententheater am Kauno politechnikos institutas.
Zelčius war verheiratet mit der Schauspielerin Danutė Juronytė  (1933–2015).